# オッソーナ
オッソーナ（伊: Ossona）は、イタリア共和国ロンバルディア州ミラノ県にある基礎自治体（コムーネ）。人口は、約4,300人である。

## 地理

### 位置・広がり

#### 隣接コムーネ
隣接するコムーネは以下の通り。
- アルルーノ
- カゾレッツォ
- インヴェルーノ
- マルカッロ・コン・カゾーネ
- メーゼロ
- サント・ステーファノ・ティチーノ

### 地震分類
イタリアの地震リスク階級 (it) では、4 に分類される
。